# Slave to Love
Slave to Love è il primo singolo estratto dall'album Boys and Girls di Bryan Ferry, cantante dei Roxy Music, e una delle sue più popolari hit. II singolo è uscito il 28 aprile del 1985 ed è rimasto per 9 settimane nella UK Singles Chart, raggiungendo la decima posizione. È uno dei brani che Ferry cantò, meno di due mesi dopo la pubblicazione, al concerto Live Aid.
La canzone vede la presenza di Neil Hubbard e Keith Scott alle chitarre, di Guy Fletcher dei Dire Straits alle tastiere, di Omar Hakim alla batteria e di Tony Levin al basso.

## Video
Il video promozionale del singolo è stato diretto da Jean-Baptiste Mondino e vede la partecipazione delle modelle Christine Bergström, Laurence Treil e Marpessa Hennink.